# Свети Павел (Неа Фокея)
Вижте пояснителната страница за други значения на Свети Павел.
„Свети Павел“ (на гръцки: Αγίασμα του Αγίου Παύλου) е аязмо, в което е изградена православна църква, разположено на полуостров Касандра в село Неа Фокея.
Според легендата, когато отишлият в Йерисос да проповядва Апостол Павел е преследван от йерисовците, нямайки къде да се скрие, се помолва на Бог и той му отваря пещера в скалана на полуостров Касандра, от която извира светена вода. Според друга легенда това е пещерата, в която Апостол Павел се криел от езичниците в Касандра и тайно кръщавал християни в извора. В пещерата има раннохристиянска църква, украсена със стенописи – от които са запазени само малки следи, монограми и други изображения. Антична мраморна колона служи за Света трапеза.